# Adriana van Ranst
Adriana van Ranst (1470-1538) was erfvrouwe van Boxtel en Liempde. Zij was de laatste telg uit het Huis Ranst die deze functie vervulde.
Zij was de dochter van Hendrik van Ranst en Henrica van Haaften.
In 1491 trouwde zij met Jan van Horne (1460-1521), die heer was van Baucigny. Aldus ging, nadat Adriana's vader gestorven was, het bezit van de heerlijkheden Boxtel en Liempde, waaronder het Kasteel Stapelen in 1505 over op het huis Horne. Hun kinderen waren Johanna van Horne (1495-1538) en Filips van Horne (1500-1541). De laatste zou Adriana opvolgen.